# Pezuña

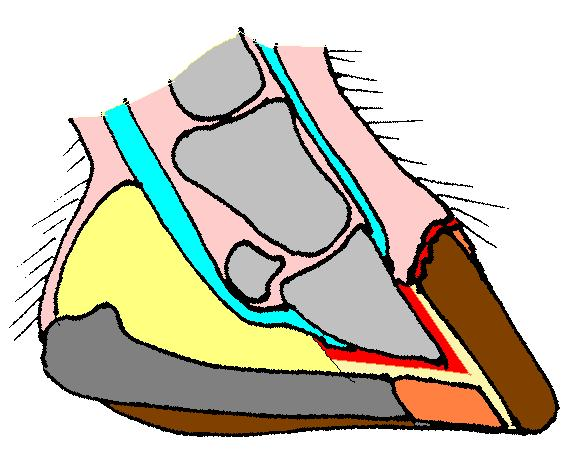
Sección sagital de la pezuña de un caballo. Rosa: piel y tejidos blandos; marrón: lámina ungueal; gris claro: huesos; rojo: matriz; gris oscuro: lecho ungueal o suela; naranja: extremo anterior del lecho ungueal; amarillo: almohadilla digital; celeste: tendones.

Una pezuña o pesuña es una uña muy desarrollada, cuyas diferencias principales son la extensión de la lámina ungueal de queratina alrededor del dedo formando el casco y el endurecimiento del lecho ungueal en una suela, mientras que las uñas y las garras solo cubren el lado dorsal. Cubre los dedos de distintos mamíferos, principalmente los llamados ungulados, aunque no todos estos han tenido pezuñas y existen mamíferos de otros grupos que tienen pezuñas o estructuras similares como el roedor Hydrochoerus.
Los animales que tienen pezuñas generalmente caminan apoyando su peso en el extremo distal de éstas y se denominan por ello ungulígrados, a diferencia de los primates o los osos, que caminan sobre las palmas o plantas de la mano y el pie (plantígrados), o aquellos animales como los gatos o los perros que caminan sobre el metapodio y los dedos (digitígrados). Entre los ungulígrados existe la tendencia a reducir el número de dedos, aunque de formas diferentes. Los artiodáctilos (como la oveja, la cabra, el venado, el camello, el ganado vacuno y el cerdo) que apoyan el peso de su cuerpo entre el tercer y el cuarto dedo (son animales paraxónicos), tienden a conservar un número par (2 o 4 dedos) y, por lo tanto, tienen un número par de pezuñas, con dos de ellas mucho más desarrolladas, por lo que se les llama de «pezuña hendida», o «partida». En cambio, en los perisodáctilos, (caballos, asnos, rinocerontes y tapires) el peso del cuerpo se encuentra sostenido principalmente por el tercer dedo (son animales mesaxónicos), y tienden a perder los dedos laterales. Por eso, generalmente tienen un número impar de pezuñas en cada pie. En los équidos solo se conserva una, la del tercer dedo. No todos los perisodáctilos tienen dedos impares, por ejemplo, los tapires tienen cuatro dedos en el miembro anterior.

## Anatomía

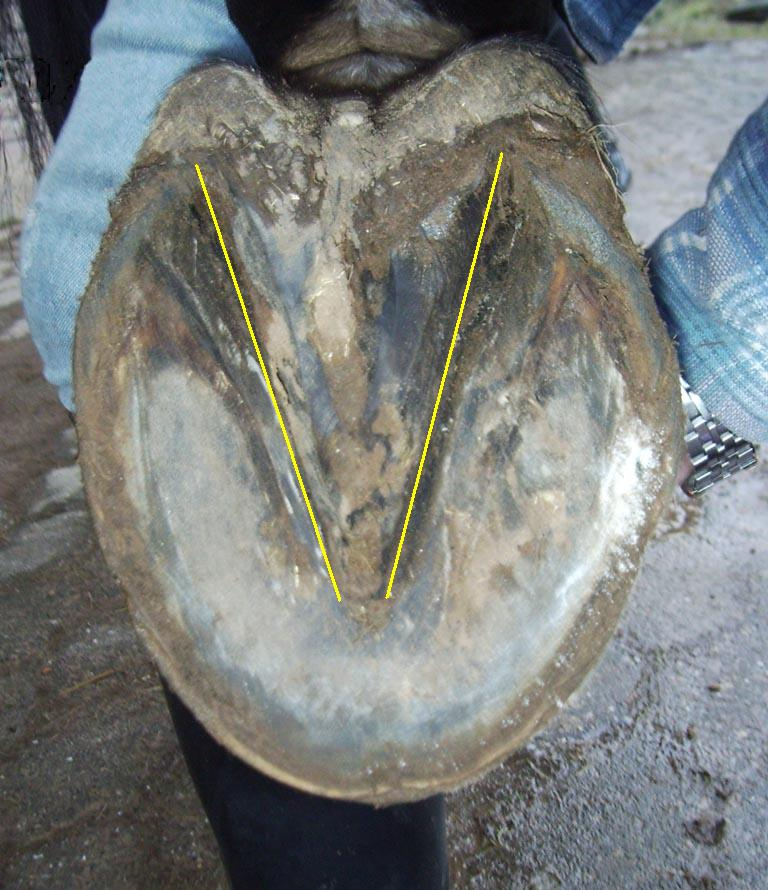
La ranilla del casco de un caballo marcada por las líneas amarillas

El casco rodea el extremo distal de la segunda falange, la falange distal y los huesos sesamoideos del dedo (hueso navicular en los caballos). El casco consiste en la lámina, las barras, la suela, la ranilla y las estructuras de absorción de impactos de tejidos blandos. El peso del animal normalmente lo soportan tanto la suela como el borde de la pared del casco. Los cascos realizan muchas funciones, como soportar el peso del animal, disipar el impacto de la energía a medida que los cascos golpean el suelo o la superficie, protegen los tejidos y los huesos dentro de la cápsula del casco y proporcionan tracción al animal. Numerosos factores pueden afectar la estructura y la salud del casco, incluida la genética, la conformación del casco, las influencias ambientales y el rendimiento atlético del animal. La pezuña ideal tiene un eje paralelo de pezuña, una pared gruesa de pezuña, profundidad de suela adecuada, una base de talón sólida y anillos de crecimiento de igual tamaño debajo de la banda coronaria.
Hay cuatro capas dentro de la pared exterior del casco. Desde el exterior, un casco está formado por el stratum externum, el stratum medium, el stratum internum y la dermis parietis. El stratum medium del estrato es lo que constituye la mayor parte de la pared del casco. Dentro de la pared del casco hay una unión laminar, una estructura de tejido blando que permite que el casco resista las demandas de transmisión de fuerza que sufre. Esta estructura de tejido une la superficie interna de la pared del casco, la dermis parietis y la superficie externa de la tercera falange.

## Galería de imágenes

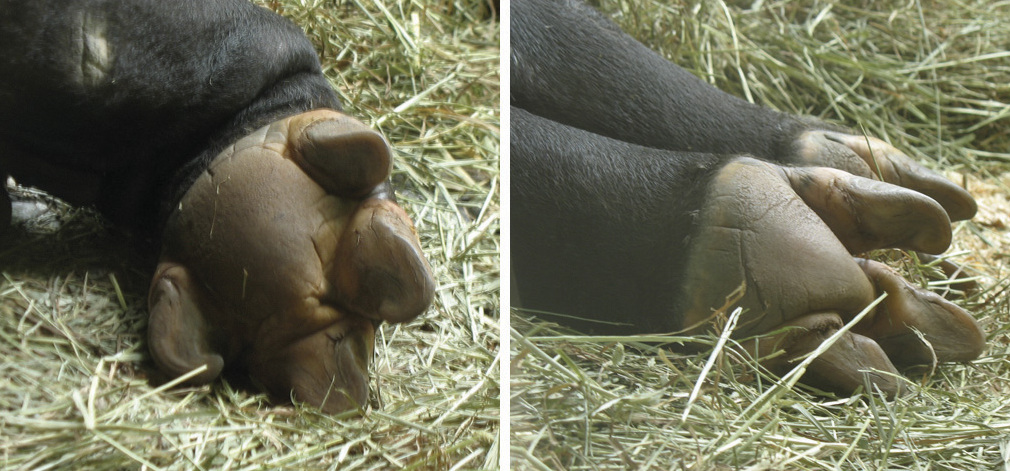
Pezuñas de tapir.
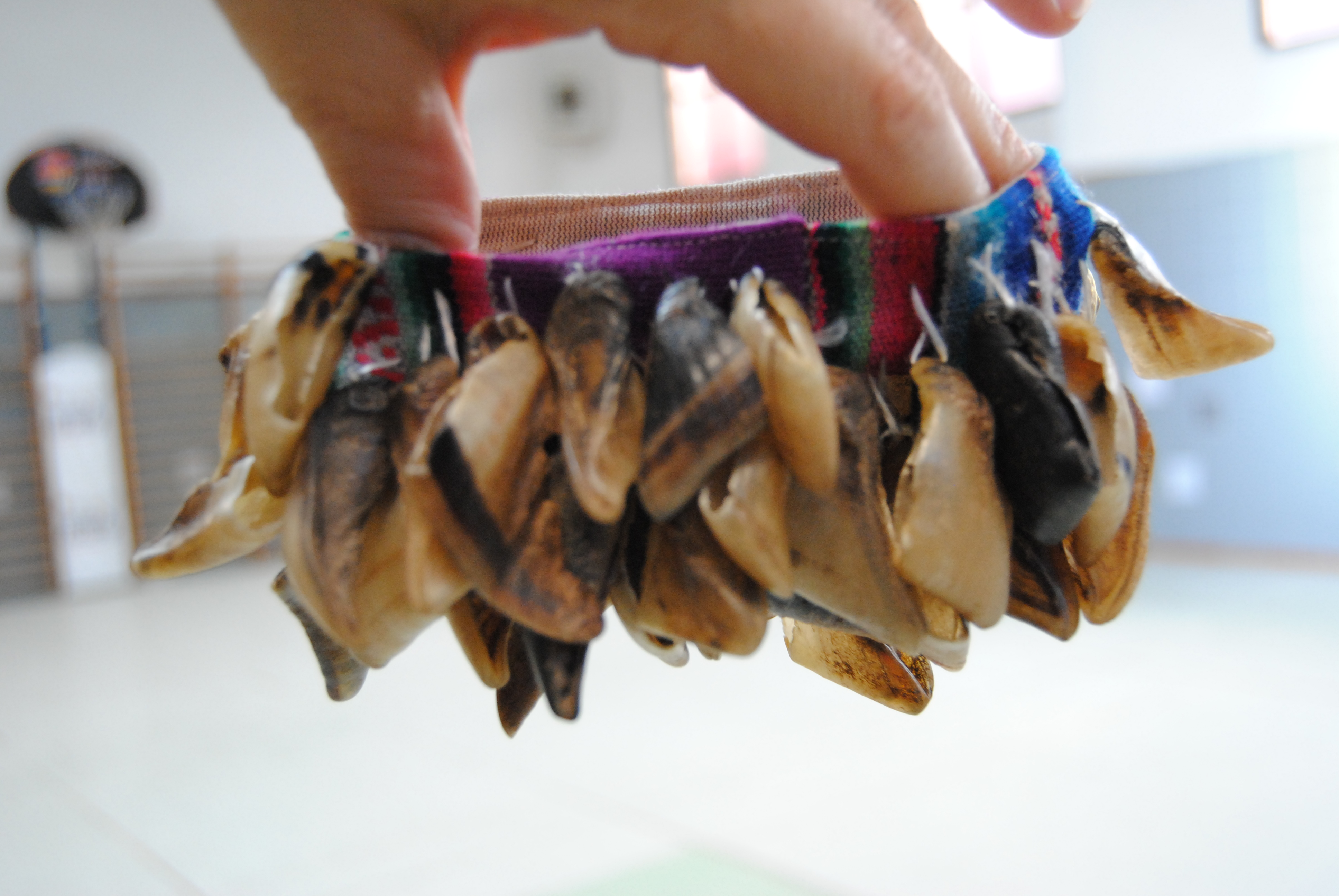
ornamento ceremonial realizado con pezuñas de cabra (chajchas)
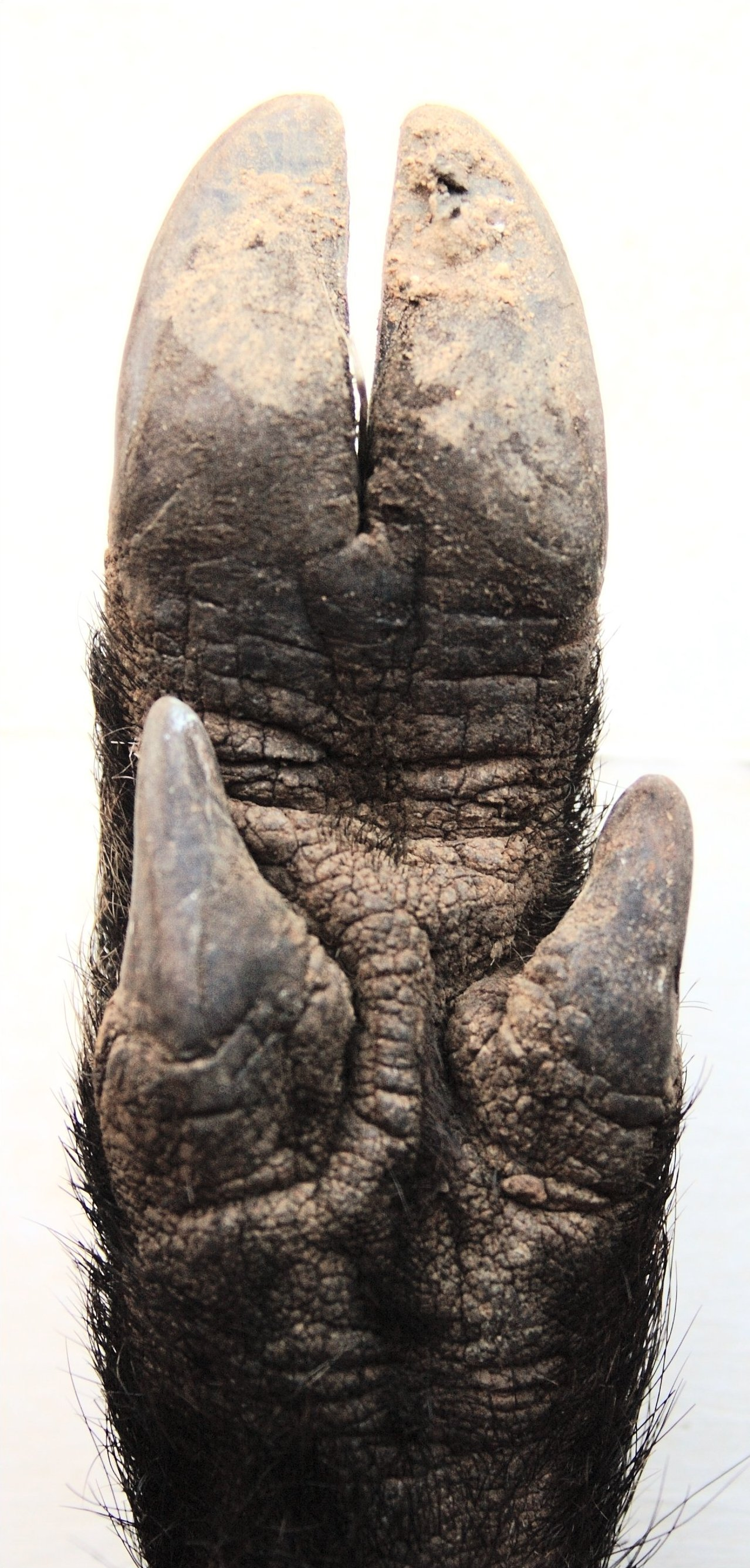
Pezuña de Sus scrofa
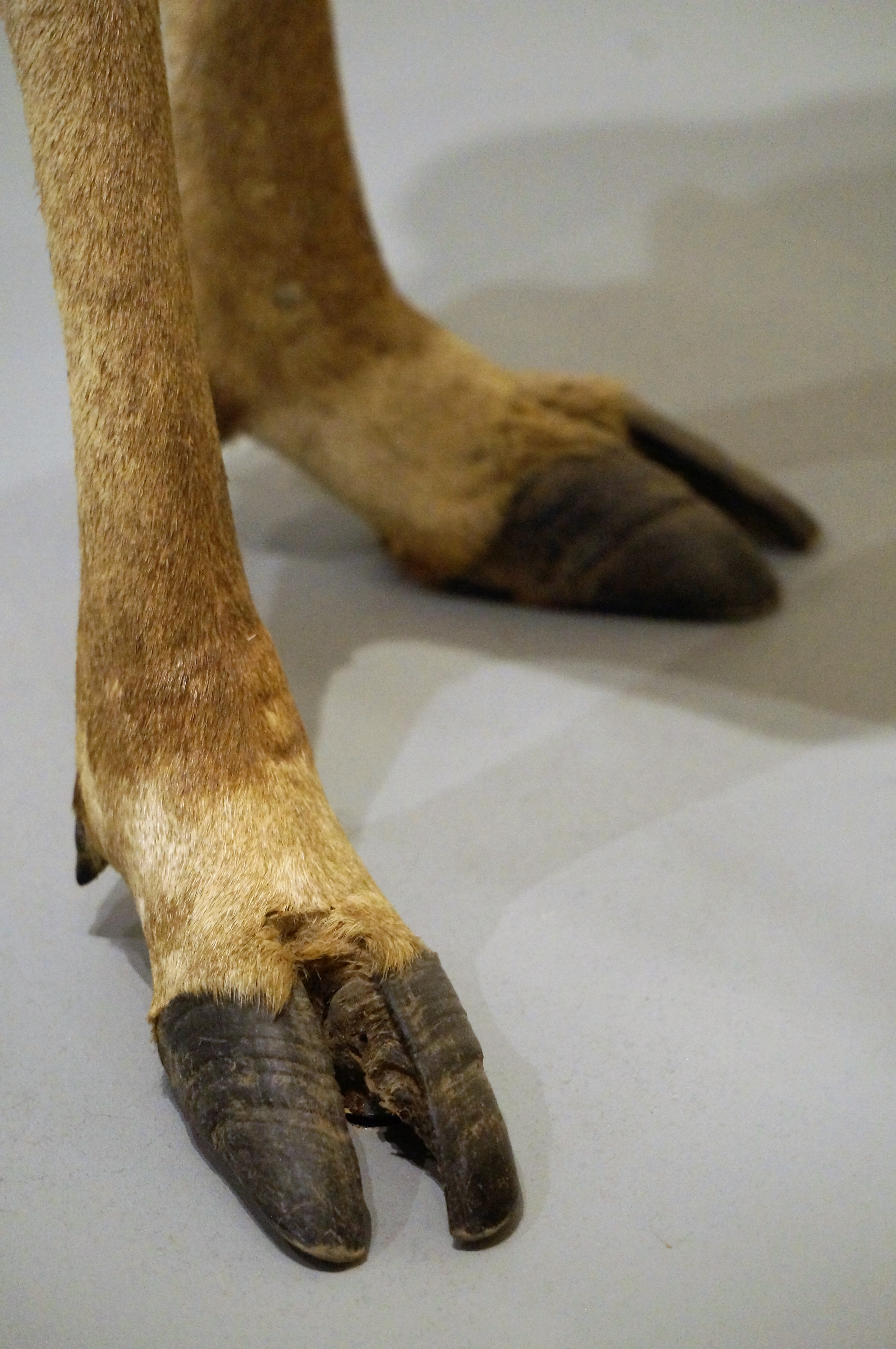
Pezuñas de Oryx leucoryx
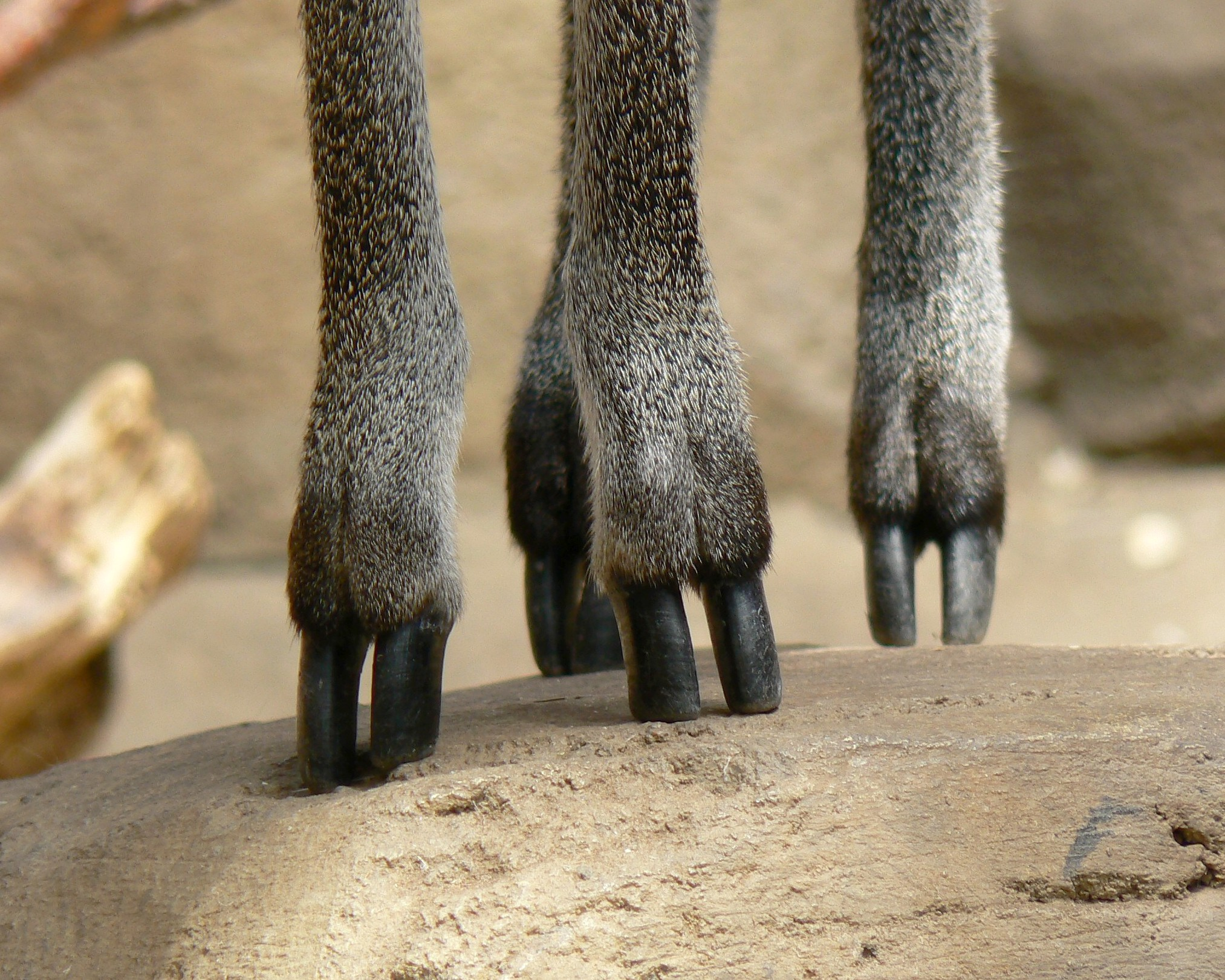
Oreotragus oreotragus parado sobre el extremo de sus pezuñas
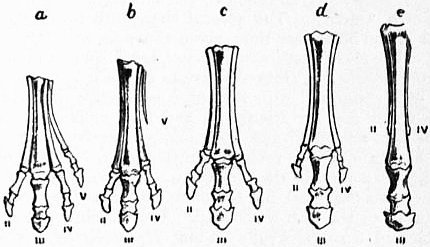
reducción de dedos en los équidos
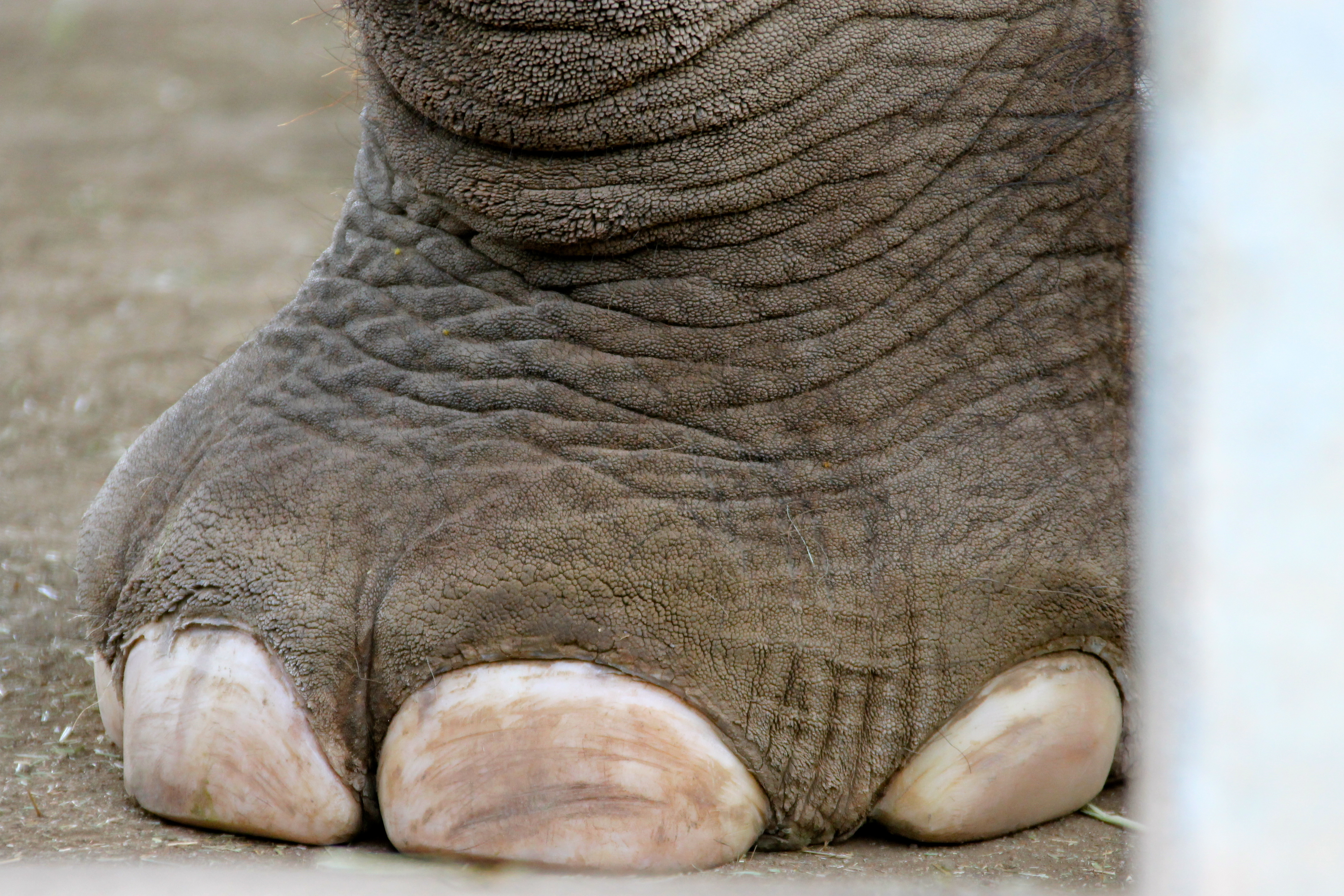
Pezuñas de elefante
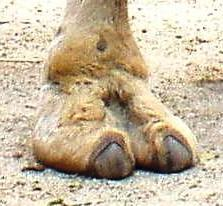
El camello posee dos pezuñas (artiodáctilo)
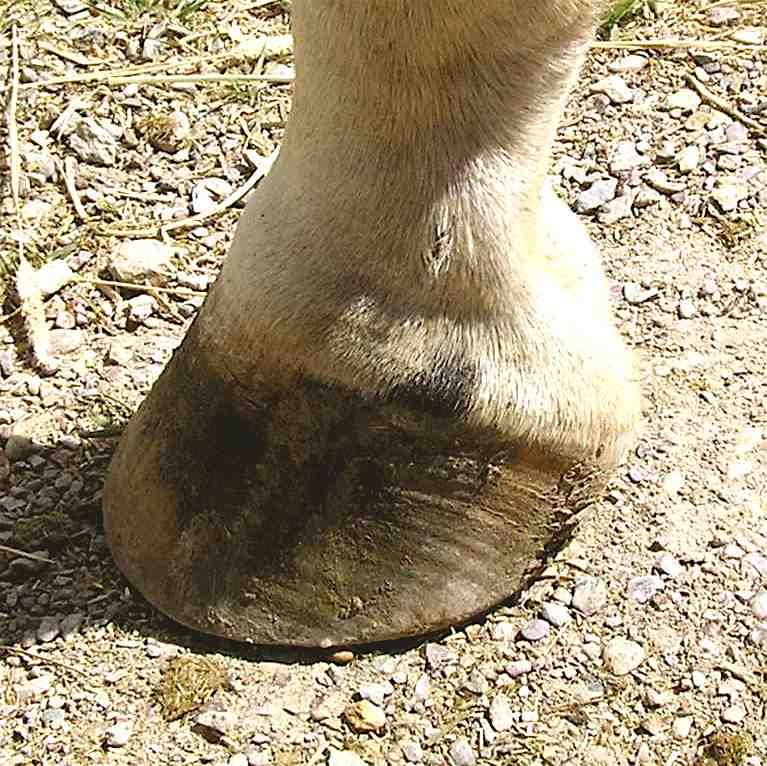
El caballo tiene una sola pezuña (perisodáctilo)